# Roger Salengro
Roger Salengro (Lille, 30 de maio de 1890 – Lille, 18 de novembro de 1936) foi um político de esquerda francês.

## Biografia
Foi deputado socialista de 1928 a 1936 e presidente da câmara (maire) de Lille. Em 1936, foi ministro do interior do governo da Front Populaire de Léon Blum.
Jornais de extrema direita lançaram uma campanha (no Verão de 1936) invocando contra ele uma condenação por deserção (1916).
Apesar de reconhecido como inocente, Roger Salengro suicidou-se em 17 de novembro de 1936. Os jornalistas o acusavam de ter sido desertor durante a Primeira Guerra Mundial. A acusação era falsa. Depois de ter sido condenado à morte por deserção, o ministro fora inocentado em julgamento subsequente.
Este é um caso exemplar de como a imprensa, pelo poder que detém e, muitas vezes, por precipitação ou movida por paixões políticas, pode condenar um inocente à morte.
Para o jornalista e escritor Thomas Ferenczi, o caso Salengro não é típico na história do jornalismo. Segundo ele, em entrevista ao Observatório da Imprensa em setembro de 2001, o caso "foi apenas um episódio num período de grande polêmica, os anos 1930". Nessa época, explica Ferenczi, a linguagem dos jornalistas era extremamente violenta, as polêmicas eram muito intensas e a imprensa tinha menos preocupação com equilíbrio, honestidade e imparcialidade. Era uma imprensa muito engajada, inclusive nos excessos que esse engajamento podia significar. Na época, o caso Salengro não foi coberto pela grande imprensa.
Para Ferenczi, o jornalismo investigativo, sobretudo de dez anos para cá, desenvolveu-se muito, os jornalistas aprenderam a investigar e a examinar um caso primeiramente pelo ângulo da informação apurada, antes de se entregarem à polêmica.
"O caso Salengro não era uma história completamente inventada, mas a imprensa de extrema-direita, que divulgou a história, não estava preocupada com a verdade. A imprensa de hoje estaria mais atenta quanto à veracidade das acusações contra Salengro, sobretudo a de que ele havia desertado como soldado na Primeira Guerra Mundial", avalia Ferenczi.

## Veneno letal
A imprensa de hoje está mais atenta. Mas há dez anos a imprensa francesa esteve na origem de um outro suicídio de um político. No dia 1 de maio de 1993, o ex-primeiro-ministro Pierre Bérégovoy matou-se com uma bala de revólver na cidade de Nevers, da qual era prefeito e deputado na Assembleia Nacional Francesa.
Para marcar os 10 anos do desaparecimento de Bérégovoy um livro foi publicado em maio, na França. Diferentemente do de Ferenczi (Ils l’ont tué: l’affaire Salengro – Eles o mataram: o caso Salengro), que enfatizava o papel da imprensa no suicídio do ministro Roger Salengro, o livro de Dominique Labarrière (Cet homme a été assassiné: la mort de Bérégovoy – Este homem foi assassinado: a morte de Bérégovoy) tenta mostrar que a morte de Bérégovoy pode não ter sido um suicídio. Por isso, ele deu como subtítulo "Investigação sobre a investigação".
Labarrière não quer apenas condenar os jornalistas como culpados. Ele quer também mostrar pontos obscuros que, segundo ele, são suspeitos e podem levar a uma dúvida quanto ao suicídio do ex-primeiro ministro de Mitterrand.
A filha de Bérégovoy, Catherine, e seu marido Georges Cottineau deram entrevista ao Le Monde refutando a hipótese de assassinato e declarando que a depressão de Pierre Bérégovoy era "muito grave". Le Monde qualificou as hipóteses de Labarrière de "malucas", veiculadas por um livro para despertar a dúvida. Labarrièrre quer mostrar falhas na investigação e pontos obscuros que poderiam levar à suspeita de assassinato em vez de suicídio.
O livro é fantasioso e não traz prova alguma de um suposto assassinato. Mas trata das razões que podem ter levado Bérégovoy a se matar. Desde sua chegada ao Palácio Matignon, em abril de 1992, a imprensa o chama de "kamikaze do presidente", por assumir o cargo de primeiro-ministro num ano pré-eleitoral em que nada mais poderia fazer para salvar a esquerda da derrota. Ele chega ao posto quando o governo Mitterrand, desgastado por escândalos de toda ordem, já está condenado à futura coabitação com um governo de direita, que seria dirigido por Edouard Balladur.
Como parte da verdadeira guerra travada contra Mitterrand na imprensa, o jornal Le Canard Enchaîné deu com destaque, na edição de 3 de fevereiro de 1993, a notícia de um empréstimo feito por Bérégovoy a um amigo de Mitterrand, Roger-Patrice Pelat, rico homem de negócios um tanto obscuros. O dinheiro destinava-se à compra de um modesto apartamento, mas a notícia e as matérias que se seguiram conseguiram envenenar um homem íntegro, saído da militância sindicalista e não da burguesia, origem dos políticos influentes na França.

## Políticos e "politichiens"
O empréstimo de Bérégovoy estava dentro da total legalidade, com documento em cartório, como convém a um homem considerado honesto mesmo pelos adversários.
Juízes que tinham interesse em ver Mitterrand perder as eleições e jornalistas usados para veicular "vazamentos" fizeram o papel de carrascos de Bérégovoy. Na realidade, o governo Mitterrand estava afundado até o pescoço de denúncias de negociatas e escândalos.
A frase entre aspas que dá nome ao livro de Labarrière – "Cet homme a été assassiné" – foi dita por François Mitterrand, numa referência ao empenho da imprensa e de políticos em destruir o ex-primeiro-ministro. No discurso que fez nos funerais de Bérégovoy, Mitterrand se referiu aos "cães" a quem "foram jogadas a honra e a vida de um homem".
Os jornalistas se reconheceram nos "cães" de que falou o presidente. E não gostaram. Mas ele poderia também estar pensando nos políticos que abandonaram Bérégovoy, um tipo de gente a quem o presidente De Gaulle costumava chamar de "politichiens". Mitterrand poderia estar pensando, ainda, nos juízes que conheciam as entranhas dos processos de escândalos do seu governo e que sutilmente faziam chegar os detalhes desses processos aos jornalistas.
Na noite da morte de Bérégovoy, um procurador declarou na televisão : "Se eu fosse juiz ou jornalista, não dormiria bem esta noite".